# شون مالكا
شون مالكا (بالعبرية: שון מלכה‏) هو لاعب كرة قدم إسرائيلي في مركز الوسط، ولد في 27 أبريل 1993 في بات يام في إسرائيل. لعب مع هابوعيل تل أبيب.

## وصلات خارجية
- شون مالكا على موقع قاعدة بيانات كرة القدم.إي يو (الإنجليزية)
- شون مالكا على موقع Soccerway.com (الإنجليزية)